# Мальяно-ин-Тоскана
Малья́но-ин-Тоска́на (итал. Magliano in Toscana) — коммуна в Италии, располагается в области Тоскана, в провинции Гроссето.
Население составляет 3750 человек (2008 г.), плотность населения составляет 15 чел./км². Занимает площадь 251 км². Почтовый индекс — 58051. Телефонный код — 0564.
В коммуне 25 марта особо празднуется Благовещение Пресвятой Богородицы.

## Демография
Динамика населения:

## Администрация коммуны
- Официальный сайт: http://www.comune.magliano-in-toscana.gr.it/